# タイラー・ソーダーストロム
タイラー・クリスチャン・ソーダーストロム（Tyler Christian Soderstrom, 2001年11月24日 - ）は、 アメリカ合衆国カリフォルニア州スタニスラウス郡ターロック出身のプロ野球選手（捕手、一塁手）。右投左打。MLBのアスレチックス所属。

## 経歴
高校時代に18歳以下のアメリカ合衆国代表に選出されている。
2020年のMLBドラフト1巡目 (全体26位) でオークランド・アスレチックスから指名され、予定していたカリフォルニア大学ロサンゼルス校への進学を取り止めプロ入り。契約金は330万ドル。同年はCOVID-19の影響でマイナーリーグのシーズンが中止となり、公式戦への出場はなかった。
2021年に傘下のA級ストックトン・ポーツでプロデビューした。最終的に57試合に出場して打率.302、12本塁打、49打点、2盗塁を記録した。
2022年はA+級ランシング・ラグナッツ、AA級ミッドランド・ロックハウンズ、AAA級ラスベガス・アビエイターズでプレーし、3球団合計で134試合に出場して打率.267、29本塁打、105打点を記録した。
2023年は開幕からAAA級ラスベガスでプレーし、6月26日にはオールスター・フューチャーズゲームに選出された。7月14日にメジャー契約を結んでアクティブ・ロースター入りすると、同日のミネソタ・ツインズ戦にて「5番・指名打者」で先発出場してメジャーデビューした。45試合の出場で打率.160、3本塁打、7打点だった。

## 選手としての特徴
打撃自慢の捕手。アベレージ面でショーン・マーフィーよりも高い評価を受けている一方で、守備力全般は劣っている。

## 人物
父親のスティーブ・ソーダーストロムも元プロ野球選手（投手）で、1996年にサンフランシスコ・ジャイアンツでプレーした。

## 詳細情報

### 年度別打撃成績
| 年 度    | 球 団    | 試 合 | 打 席 | 打 数 | 得 点 | 安 打 | 二 塁 打 | 三 塁 打 | 本 塁 打 | 塁 打 | 打 点 | 盗 塁 | 盗 塁 死 | 犠 打 | 犠 飛 | 四 球 | 敬 遠 | 死 球 | 三 振 | 併 殺 打 | 打 率 | 出 塁 率 | 長 打 率 | O P S |
| -------- | -------- | ----- | ----- | ----- | ----- | ----- | -------- | -------- | -------- | ----- | ----- | ----- | -------- | ----- | ----- | ----- | ----- | ----- | ----- | -------- | ----- | -------- | -------- | ----- |
| 2023     | OAK      | 45    | 138   | 125   | 9     | 20    | 1        | 0        | 3        | 30    | 7     | 0     | 0        | 0     | 1     | 11    | 0     | 1     | 43    | 6        | .160  | .232     | .240     | .472  |
| 2024     | OAK      | 61    | 213   | 189   | 18    | 44    | 10       | 0        | 9        | 81    | 26    | 0     | 0        | 0     | 1     | 20    | 1     | 3     | 53    | 7        | .233  | .315     | .429     | .743  |
| MLB：2年 | MLB：2年 | 106   | 351   | 314   | 27    | 64    | 11       | 0        | 12       | 111   | 33    | 0     | 0        | 0     | 2     | 31    | 1     | 4     | 96    | 13       | .204  | .282     | .354     | .636  |

- 2024年度シーズン終了時

### 年度別守備成績
| 年 度 | 球 団 | 捕手（C） | 捕手（C） | 捕手（C） | 捕手（C） | 捕手（C） | 捕手（C） | 捕手（C） | 捕手（C） | 捕手（C） | 捕手（C） | 捕手（C） | 一塁（1B） | 一塁（1B） | 一塁（1B） | 一塁（1B） | 一塁（1B） | 一塁（1B） |
| 年 度 | 球 団 | 試 合     | 刺 殺     | 補 殺     | 失 策     | 併 殺     | 守 備 率  | 捕 逸     | 企 図 数  | 許 盗 塁  | 盗 塁 刺  | 阻 止 率  | 試 合      | 刺 殺      | 補 殺      | 失 策      | 併 殺      | 守 備 率   |
| ----- | ----- | --------- | --------- | --------- | --------- | --------- | --------- | --------- | --------- | --------- | --------- | --------- | ---------- | ---------- | ---------- | ---------- | ---------- | ---------- |
| 2023  | OAK   | 15        | 113       | 8         | 0         | 0         | 1.000     | 2         | 13        | 10        | 3         | .231      | 10         | 50         | 3          | 1          | 6          | .981       |
| 2024  | OAK   | 1         | 4         | 1         | 0         | 0         | 1.000     | 0         | 1         | 1         | 0         | .000      | 59         | 373        | 23         | 3          | 47         | .992       |
| MLB   | MLB   | 16        | 117       | 9         | 0         | 0         | 1.000     | 2         | 14        | 11        | 3         | .214      | 69         | 423        | 26         | 4          | 53         | .991       |

- 2024年度シーズン終了時

### 記録
- オールスター・フューチャーズゲーム選出：1回（2023年）

### 背番号
- 37（2023年）
- 21（2024年 - ）